# Arquebuse

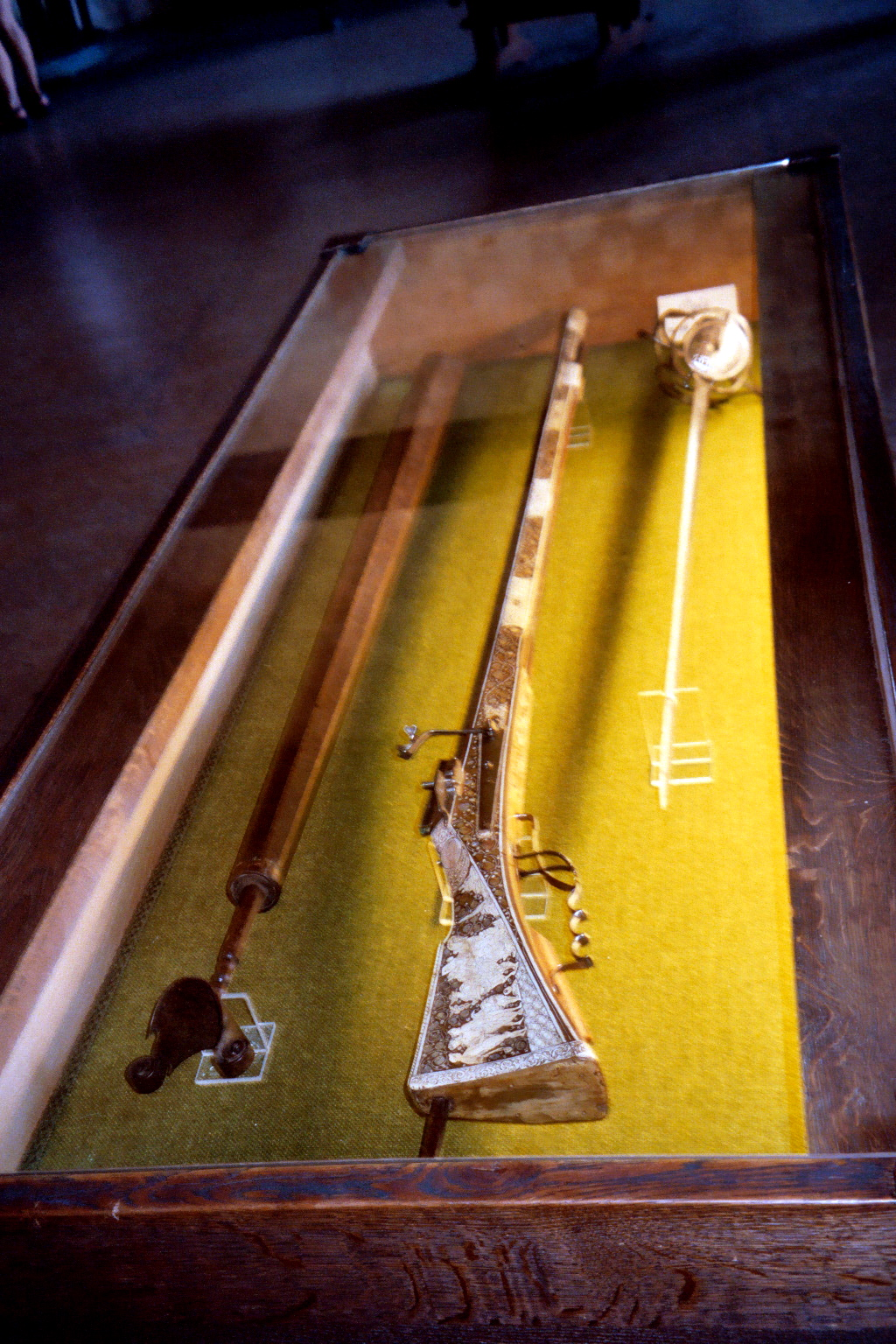
Arquebuse et fourquin exposés au château de Chillon.

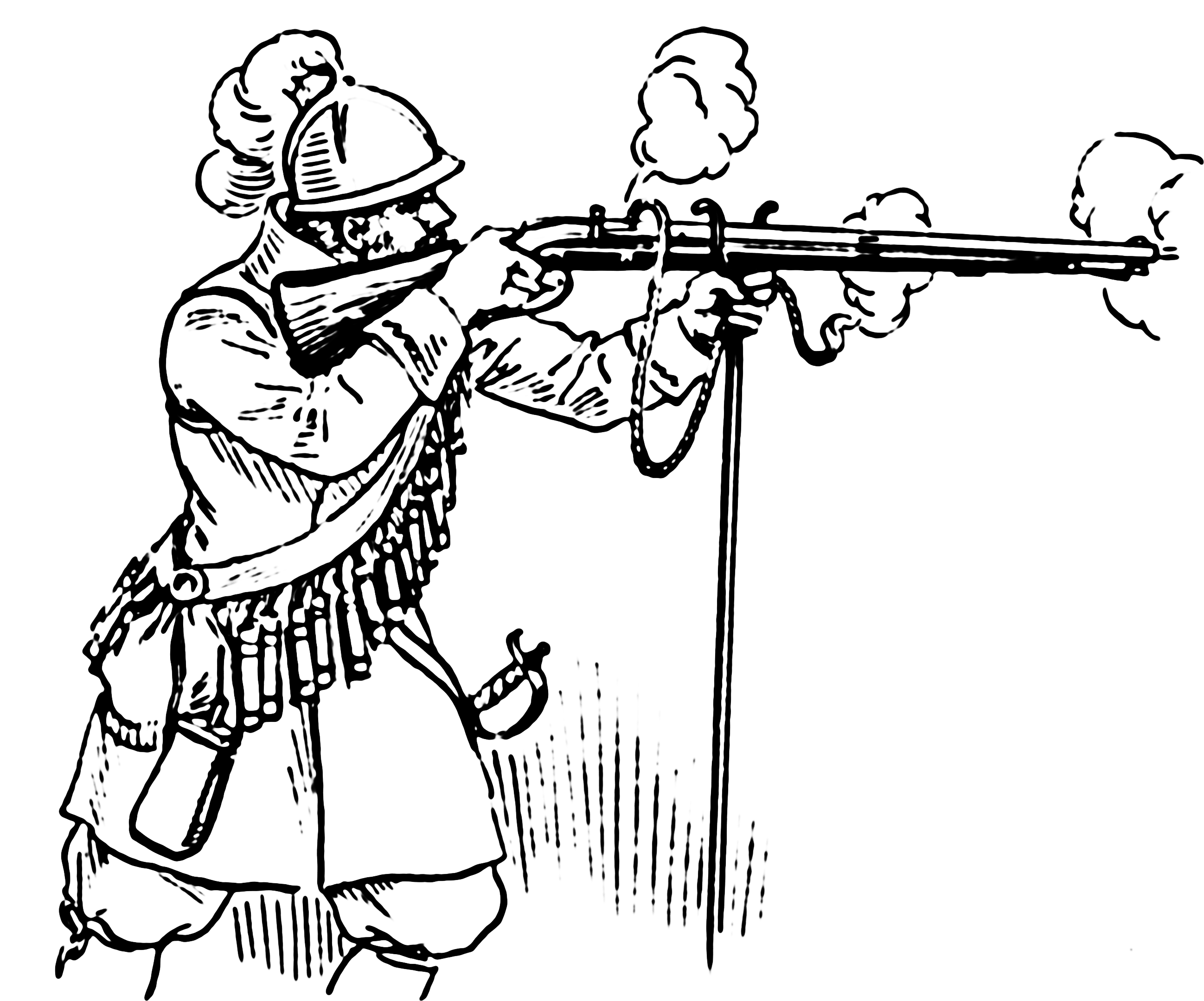
Utilisation d'une arquebuse sur son fourquin.

Pour la boisson, voir Arquebuse (boisson).
L'arquebuse est une arme à feu individuelle de portée effective limitée (moins de 50 mètres), assez lourde et encombrante, mais dont on pouvait épauler les dernières versions.

## Historique
Le mot « arquebusés » vient de l'allemand Hakenbüchse. La première attestation certaine du terme arquebuse remonte à 1364, lorsque le seigneur de Milan, Bernabò Visconti, recruta 70 archibuxoli, bien que, dans ce cas, le terme arquebus soit utilisé ici comme synonyme d’escopette, l’arquebuse se développant plus tard.
L'« hacquebute » ou « haquebute », ancêtre de l'arquebuse, apparait vers 1470. Elle est utilisée pour la première fois au siège d’Arras en 1477.
L'arquebuse à mèche, apparue vers 1450, a une masse de 5 à 9 kilogrammes et nécessite la prise d'appui sur une fourche (fourquin). La mèche est allumée et ramenée sur le bassinet où la poudre est tassée pour l'explosion.  Elle succède à la couleuvrine à main dont elle diffère par l'ajout du bassinet (contenant la poudre d'amorçage) et du serpentin qui, tenant la mèche allumée, pivote pour la mise à feu de l'arme.
Les premières arquebuses à rouet semblent avoir été inventées au tout début du XVIe siècle en Allemagne du Nord. Leur fabrication se développe en Europe à partir de 1515. Cette arquebuse, plus maniable, mesure de 0,80 à 1,30 mètre, pèse de 4 à 7 kilogrammes et tire une balle d'à peine 25 g. Cette version peut s'épauler, dans les versions antérieures, la crosse était bloquée par la poitrine.

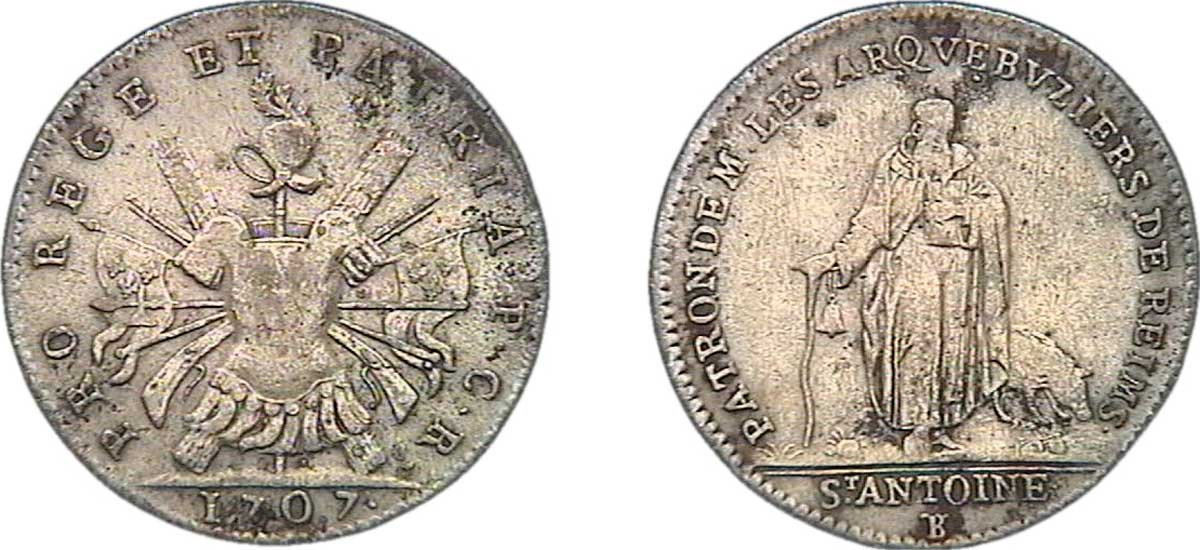
Corporation des arquebuziers de Reims, 1707. Les ouvriers d'armes offensives sont compris sous les noms groupés des archers, artilliers, arbalétriers, arquebusiers auxquels il faut ajouter les fourbisseurs d'épée et les couteliers. Ces dénominations de métiers sont empruntées aux instruments qu'ils fabriquaient.

L'arquebuse a une faible cadence de tir (un tir par minute) et son canon s'échauffe vite. On distingue par la suite l'arquebuse à canon lisse, utilisée pour la chasse et destinée à tirer de la grenaille, très lourde et souvent fixée sur un chariot pour favoriser son transport le long des étangs pour la chasse au gibier d'eau et l'arquebuse à canon rayé, plus courte et plus maniable, destinée au tir à balle.
Elle est contemporaine des premiers mousquets, qui finissent par la remplacer ; ces armes sont bien plus lourdes, et nécessitent toujours la fourche de support (« fourquine »), mais de plus gros calibre, lancent des projectiles capables de traverser toutes les armures.
Les arquebuses sont rapidement le support des plus belles ornementations des armuriers de l'époque : dorures, gravures, inserts en corne ou en ivoire sculptés, parfois même de pierres précieuses. Elles servent comme objet de décoration dans les demeures des plus riches seigneurs pour montrer aux visiteurs l'habileté des artisans qu'ils emploient. Dans le Royaume de France, le roi protège et instaure de nombreuses compagnies dans les villes à partir du milieu du XVIe siècle. Les compagnies royales étaient tenues d'assister à des concours de tirs provinciaux qui complétaient les concours de Papegault ou roi de l’oiseau.

## L'arquebuse au Japon

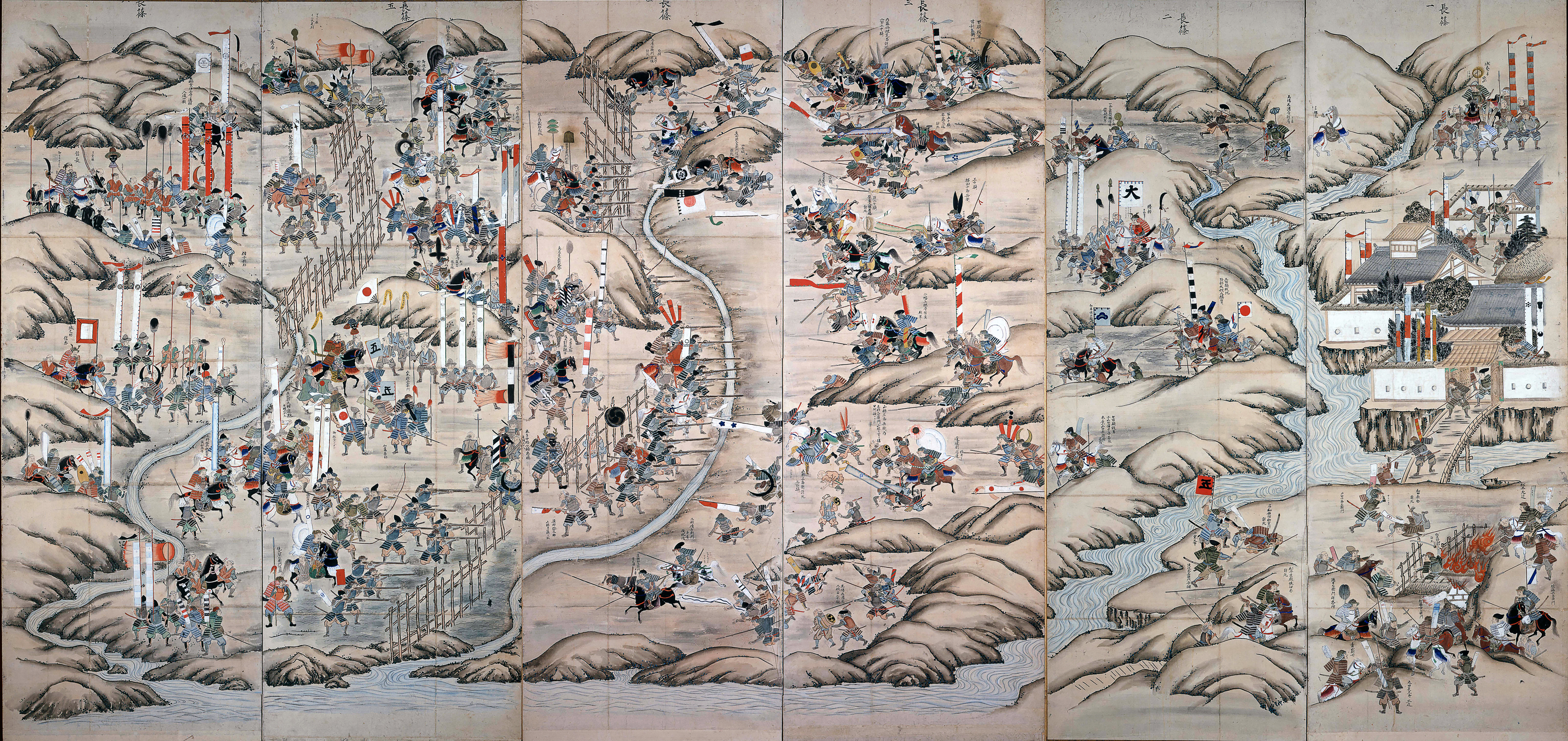
bataille de Nagashino

L'arquebuse est importée au Japon durant l’automne 1543, au début de l'époque du commerce Namban, par les Portugais naufragés sur l'île de Tanegashima, d'où elle tire son nom japonais. À leur départ, cinq mois et demi après, il y en a plus de 600 dans le pays. En l'espace d'un an, les forgerons japonais parviennent à reproduire le mécanisme et entament la production de masse des fusils. En 1556, des Japonais déclarèrent à l'un des anciens naufragés que dans la capitale du royaume de Bungo (aujourd’hui Préfecture d'Ōita), il y en avait plus de 30 000. À peine cinquante ans plus tard après leur introduction, « les armes à feu étaient certainement plus communes au Japon que dans n'importe quel autre pays du monde » ; les armées de ce pays sont équipées avec un très grand nombre d'armes à feu.
Le célèbre daimyo qui le premier unifie presque entièrement le Japon, Nobunaga Oda, fait un usage intensif des arquebuses à partir de 1549. Elles jouent notamment un rôle clé lors de la bataille de Nagashino en 1575, bataille durant laquelle il fait intervenir environ 3 000 arquebusiers.
Il est fort probable que des Japonais avaient déjà entendu parler des arquebuses par des marchands chinois ou des pirates « Wako » qui sillonnaient la mer du Japon.
Les arquebuses, comme les autres armes à feu, seront pratiquement toutes détruites après l'unification du Japon, pour revenir au sabre japonais considéré comme plus civilisé.

### Variante: arquebuse à roquette incendiaire
Au XVIe siècle les Japonais chargeaient leurs arquebuses avec des roquettes en bois. Celles-ci décrivaient une trajectoire oblique[réf. souhaitée] avant d'exploser au sol. Elles furent utilisées dans les marines japonaises pendant l'époque Sengoku pour enflammer les navires opposés ; étant appréciées pour leurs qualités incendiaires. Les roquettes incendiaires sont nettement plus mobiles que les armes de siège. Cependant, elles sont moins puissantes et précises que les canons et ne servent pas à démolir les murs d'un château. À l'inverse elles sont tirées par-dessus les murailles : leur longue trajectoire en arc de cercle les fait « pleuvoir » sur l'ennemi situé en bas, mettant le feu aux bâtiments et semant la panique[réf. nécessaire].

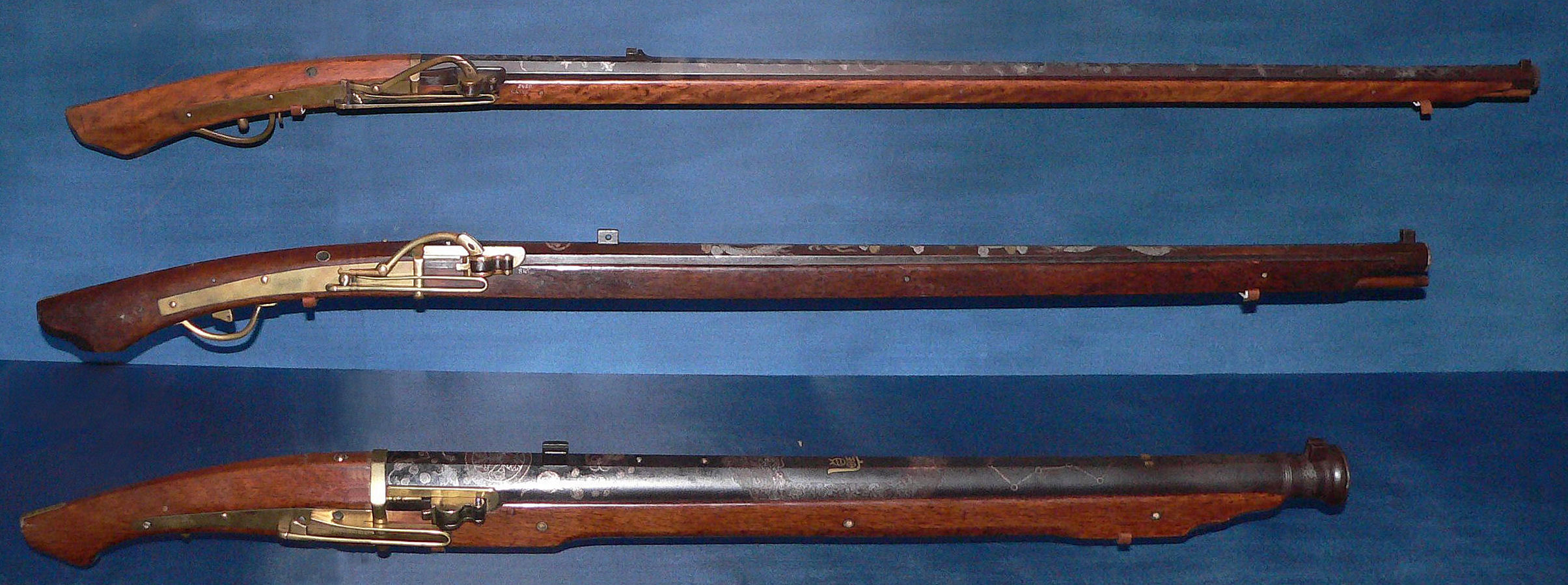
Arquebuse japonaise de l'ère Edo (teppō).
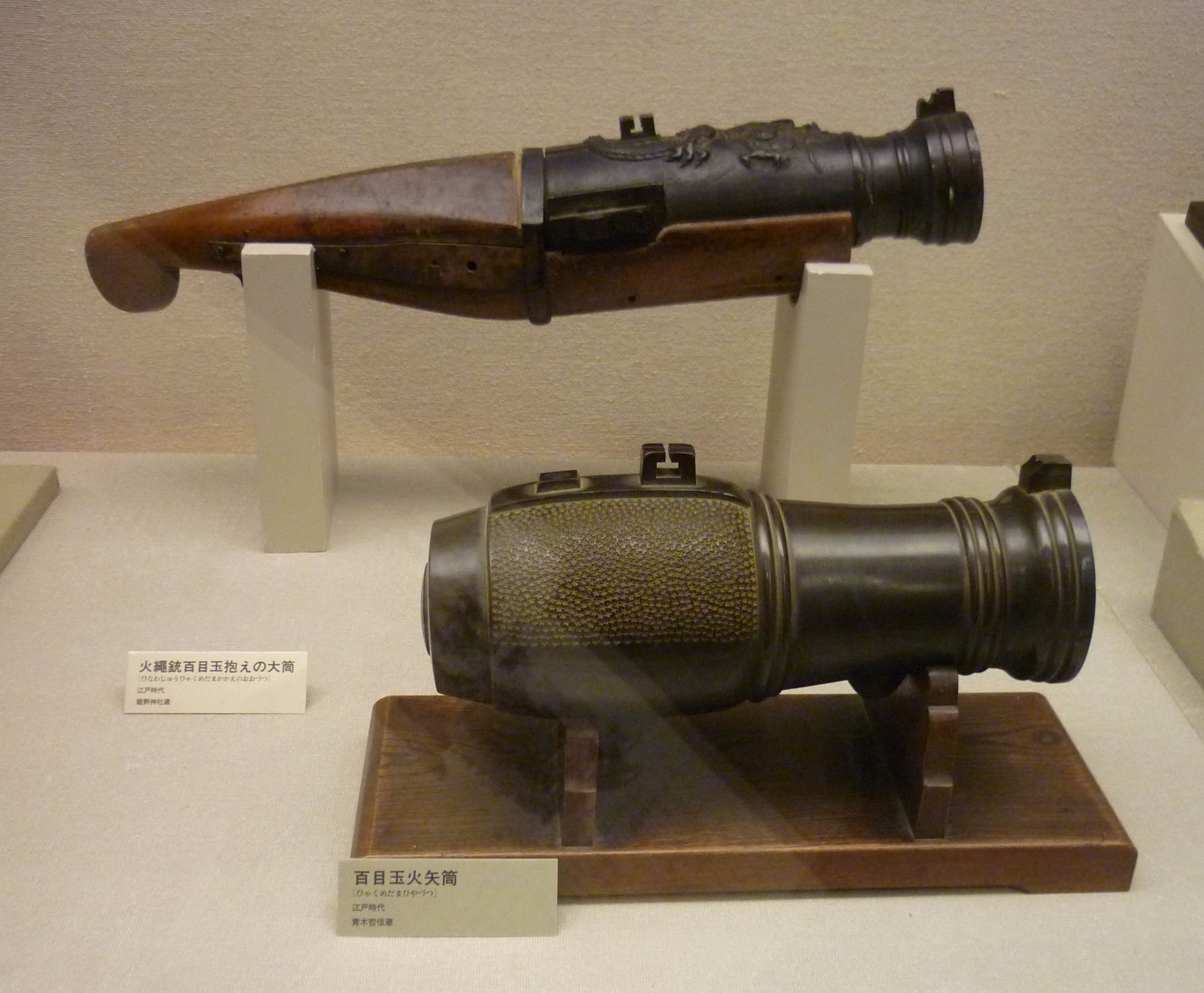
Ōzutsu (ja), type de canon à main
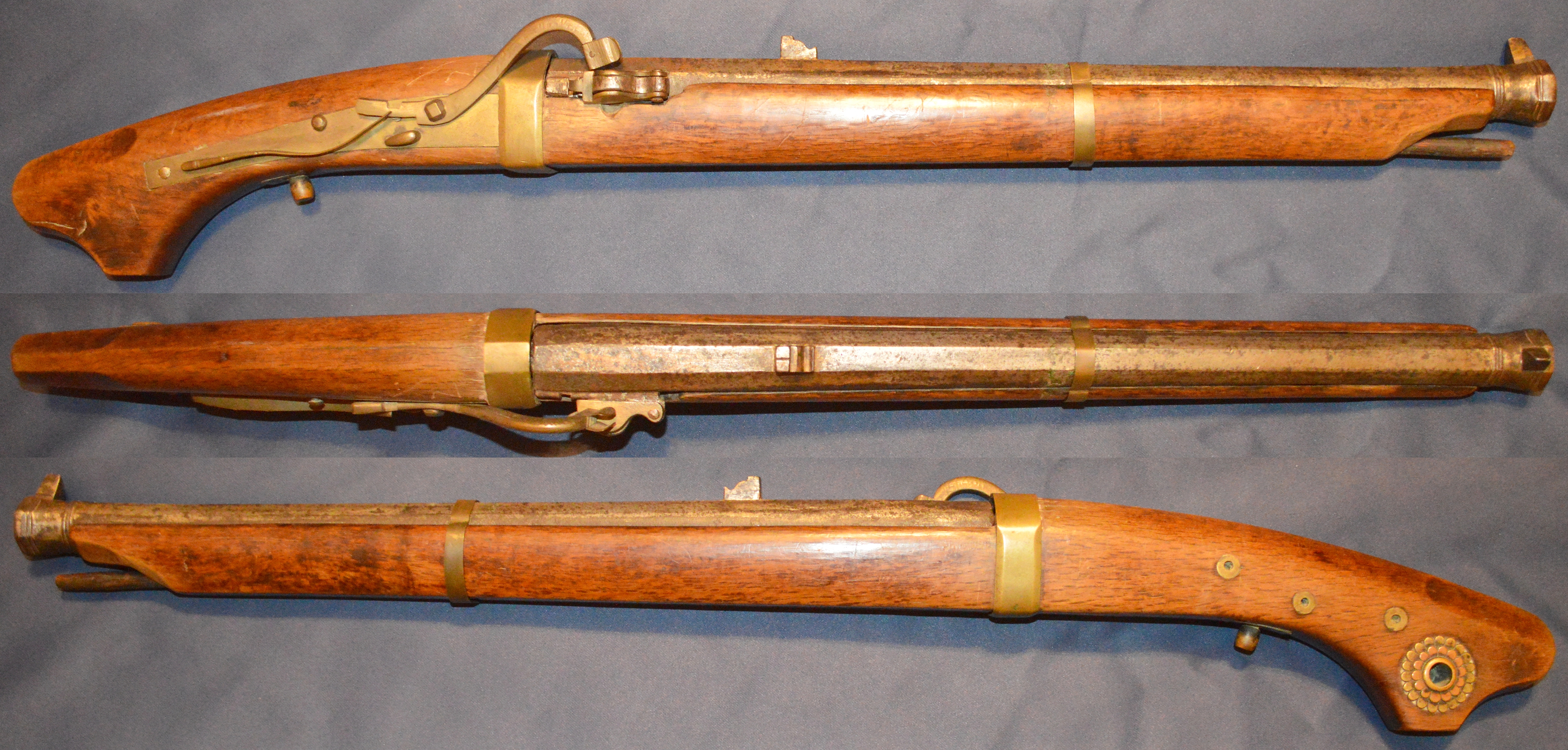
Bajō-zutsu, arquebuse japonaise pour cavalier
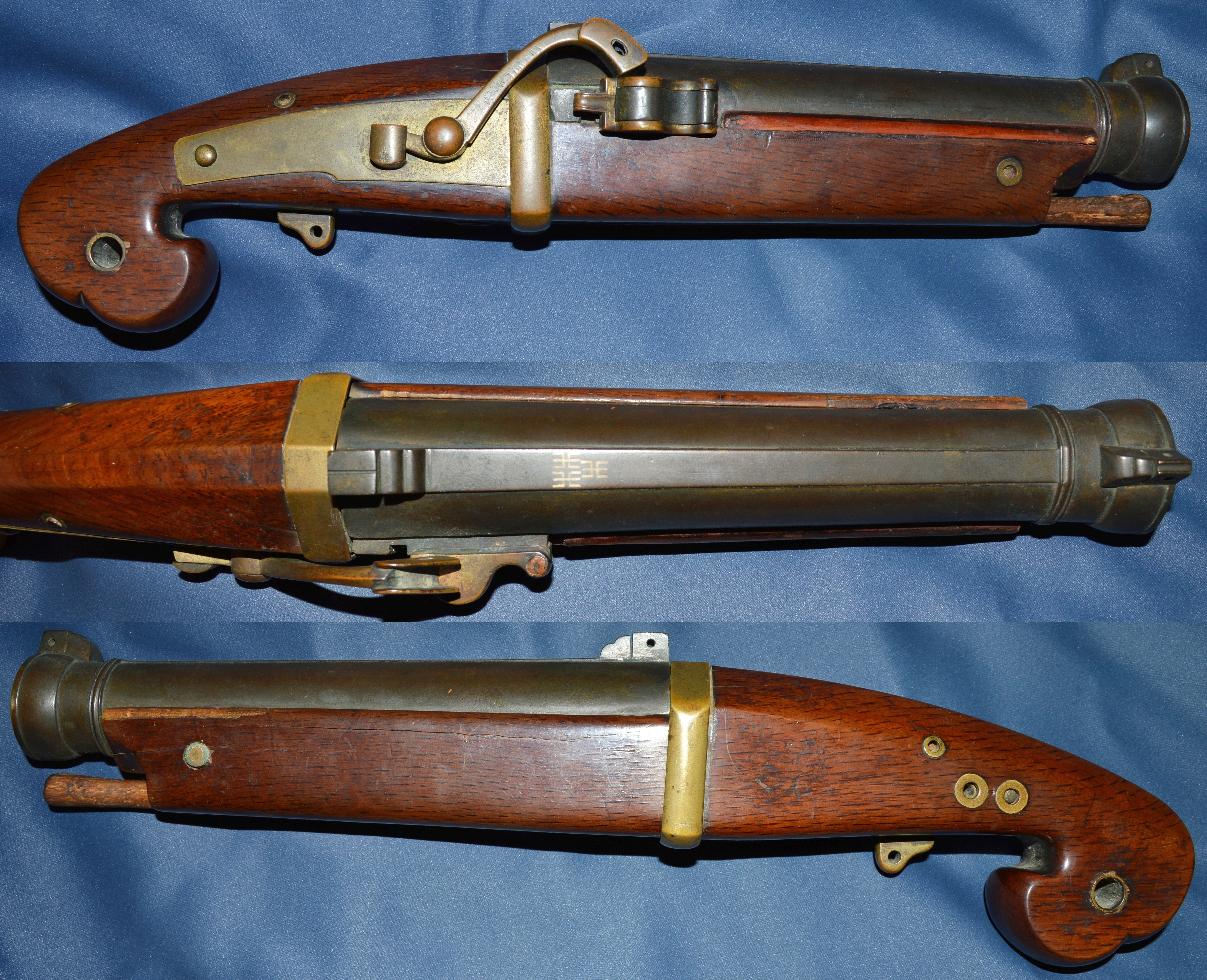
Tanzutsu, Type de pistolet

## Suisse
De nombreuses sociétés de tir en Suisse utilisent le terme, par exemple : l'association Arquebusiers de Suisse, Exercice de l'Arquebuse ou Exercices de l'Arquebuse et de la Navigation.
L'arquebuse anti-chars est une arme antichar collective de 24 mm utilisée par l'armée suisse au début de la Seconde Guerre mondiale.

## Références

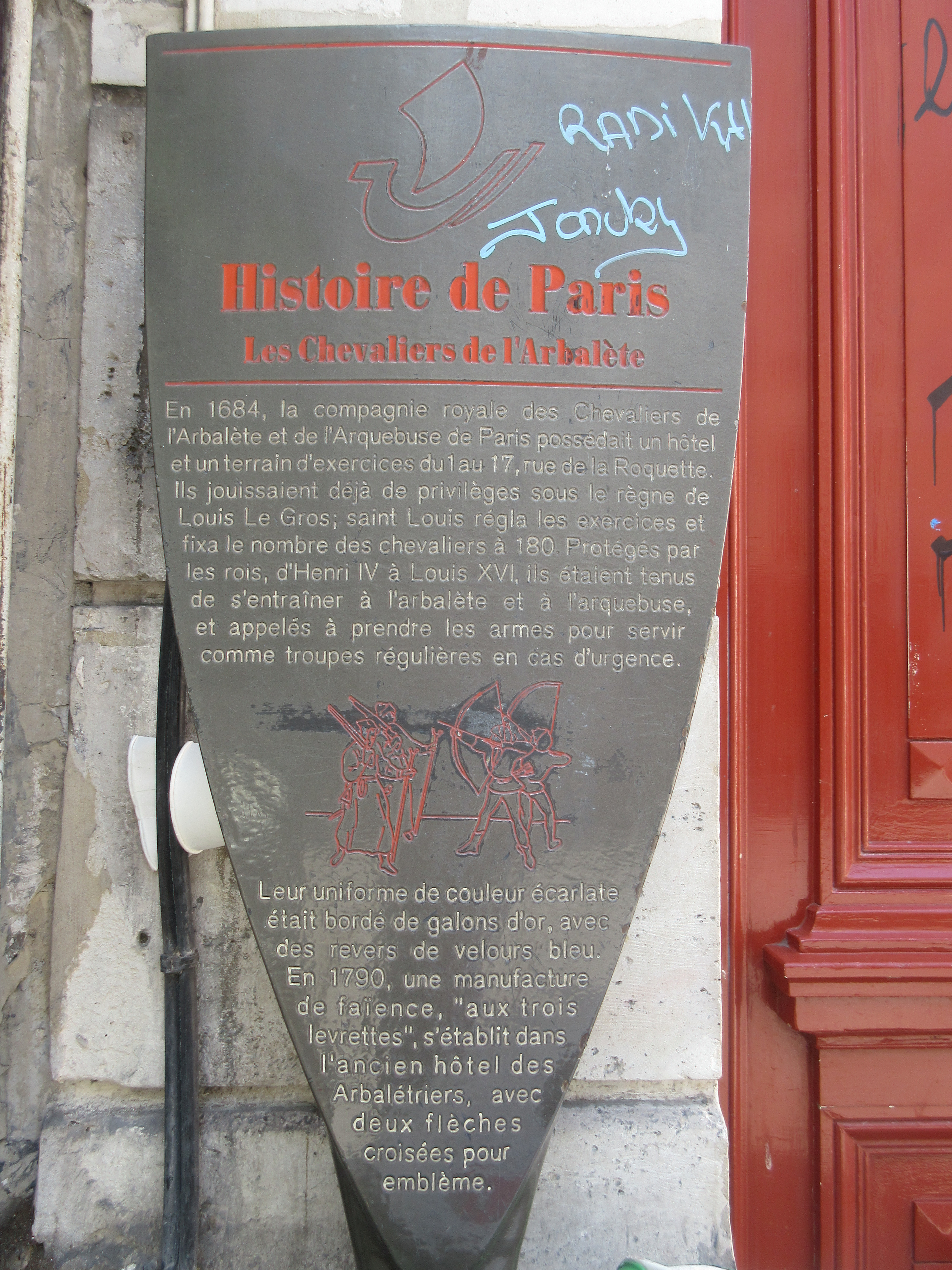
Panneau Histoire de Paris
« Les Chevaliers de l'Arbalète et de l'Arquebuse »